# Xbox 360 Dashboard
Az Xbox 360 Dashboard egy rendszer szoftver: frissíthető operációs rendszere az Xbox 360 játékkonzolnak. Az Xbox 360 eredeti grafikus felülete az Xbox 360 Dashboard volt, amelyet 2008. november 19-én váltott a "New Xbox Experience" vagy rövidítve NXE.

## Verziók
| Verzió     | Kiadási dátum      | Leírás |
| ---------- | ------------------ | --- |
| 2.0.7363.0 | 2009. február 3.   | - HDMI audió hiba javítása, amely a New Xbox Experience menű okoz egyes játékoknál. |
| 2.0.7357.0 | 2008. november 19. | NXE: New Xbox Experience Felhasználói felület változtatások - Teljesen újratervezett GUI navigációs rendszer, amely hasonlít a Windows Media Center-re. - Új hang effektek (csak a menüknél, a bejelentési hangok változatlanok maradnak) - Témák előnézete - Megjegyzések letiltása vagy figyelmeztető hang némítása - 1440x900 és 1680x1050 16:10 felbontás támogatása Xbox Live változtatások - Xbox Live Party lehetővé teszi 8 fő beszélgetését - Teljesen személyre szabható avatarok Játék változtatások - A játékokat a winchesterre lehet telepíteni - Information from Xbox Live regarding the game in your disc tray. - Játékok gyors indítása a konzolon - A profilodban lévő 0 játékpontot elért játékok törlése - Auto Start opció meghatározása a behelyezett lemeznél Megjegyzés: 128MB szabad memória szükséges |
| 2.0.6717.0 | 2008. augusztus 6. | - Kötelező frissítés |
| 2.0.6690.0 | 2008. április 18.  | - Kötelező frissítés |
| 2.0.6683.0 | 2007. december 4.  | - MPEG-4 Part 2 videó- és AC3 audió lejátszás támogatása. - Szülői időzítő - Xbox Guide gyorsabb megnyitása - Újratervezett felhasználói felület. - Jobb teljesítmény - Barátod barátainak megtekintése. - The marketplace átalakítása és átláthatóbbá tétele |